# Lachlan River (Tasmanien)
Lachlan River är ett vattendrag i Australien. Det ligger i delstaten Tasmanien, i den sydöstra delen av landet, omkring 24 kilometer nordväst om delstatshuvudstaden Hobart.
I omgivningarna runt Lachlan River växer i huvudsak städsegrön lövskog. Runt Lachlan River är det ganska tätbefolkat, med 166 invånare per kvadratkilometer. Genomsnittlig årsnederbörd är 697 millimeter. Den regnigaste månaden är juli, med i genomsnitt 78 mm nederbörd, och den torraste är februari, med 41 mm nederbörd.